# Tumkur
Tumkur (canarès ತುಮಕೂರು Tumakuru) és una ciutat de Karnataka capital del districte de Tumkur, situada a 13° 20′ N, 77° 06′ E / 13.34°N,77.1°E. Consta al cens del 2001 amb una població de 248.592 habitants que un segle abans, el 1901, eren 11.888 habitants. El 1881 la població era de 9.909 habitants.
Des del segle xii formà part de la regió d'Anebiddajari o Anebiddasari. La ciutat hauria estat fundada per Kanta Arasu, príncep de la família reial de Mysore. Es va construir una fortalesa les muralles de la qual després foren aixecades. El 1875 es va formar la municipalitat.

## Llocs interessants
- Devarayana Durga
- Temple de Siva i Siddganga Matt
- Temple jain a Mandlagiri Betta
- Turó de Shivagange
- Temple Sree Channakeshava a Kaidal Gulur
- Temple de Yedeyur Siddalingeshwra a Yedeyur Kunigal
- Kunigal Doddakere
- Presa de Markonahalli
- Madhugiri Ekashila Betta
- Namadha Cilume